# Vertex United
«Vertex United» — українська група, до складу якої входять:
1. керівна компанія Vertex Hotel Group
2. готель «Президент Готель»,
3. готель «Бристоль»,
4. готель «Лондонська»,
5. об'єкти готельного призначення,
6. медіабізнес,
7. будівельна компанія «Квадр»,
8. ПАО «ФІНБАНК».[1]

Власник групи — Борис Кауфман.

## Готельний бізнес
Vertex Hotel Group управляє об'єктами готельного призначення: «Бристоль», «Лондонська» в Одесі та «Президент готель» у Києві.

### Бристоль
2011-го готель був відкрито після реставрації, його відбудовували за допомогою архівних карток, малюнків, фото і відновили вигляд, яким його спроєктував архітектор Бернардацці. Розташований в Одесі, за адресою вулиця Пушкінська, будинок 15 (на перетині з вулицею Ніни Строкатої. Готель має п'ять зірок. Вартість, витрачена на ремонт, не розголошується.
У ЗМІ комплекс робіт оцінюють у $ 10-20 млн. 2013 року комплекс передано в управління міжнародному готельному операторові Starwood Hotels & Resorts. З 1 грудня 2013 р. його було перейменовано в The Luxury Collection.

### Лондонська
Готель «Лондонська» збудований 1928 року; до складу групи входить з 2008 року. Побудований в Одесі на Бульварній вулиці, 11 (нині Приморський бульвар). Готель має чотири зірки. Входив до складу мережі Premier Hotels, що об'єднувала сім готелів, згодом став належати групі Vertex United.

### Президент-готель
Фонд державного майна України (ФДМУ) 2004 року передав цей готель в управління Державному управлінню справами (ДУС), яке 2009 року здало його в оренду на 25 років будівельній компанії «Квадр», що належить Олександру Грановському і Борису Кауфману.
ДУС неодноразово намагалося розірвати договір оренди в суді, але Вищий господарський суд залишив договір у силі. 2013 року ФДМУ намагався домовитися з орендарями про продаж готелю.

### Пасаж
Готельний комплекс «Пасаж» перейшов під контроль групи 2003 року, тоді було створено ЗАТ «Пасаж», акціонерами якого стали ТОВ «Укрбудсервіс» та Clear Water Bay Hotels (США), обидві належать Грановському та Кауфману.
Замість будівлі готелю, яке місто передало до статутного фонду ЗАТ, в його власності було закріплено 35 % акцій. Компанії Кауфмана та Грановского замість 65 % акцій повинні були витратити 11 млн $ протягом 3-х років на завершення реконструкції комплексу.
До 2013-го інвестори не почали реконструкцію, це пояснювали фінансовою кризою. У липні 2013 р. міськрада Одеси ухвалила рішення про продаж бізнесменам 24,6 % акцій, що залишились у міста.

## Медіабізнес
У червні 2013 р. Vertex United придбала у медіа-холдингу UMH group (мажоритарний власник — Борис Ложкін) і мільярдера Геннадія Боголюбова медіа-проєкт «Фокус» (журнал «Фокус», «Фокус. Красива країна», сайт focus.ua). До останнього часу Борис Кауфман і Олександр Грановський контролювали одеський телеканал «РІАК», але, за деякими даними, продали його мерові Одеси Олексію Костусєву.
У грудні 2016 року власники Vertex United Борис Кауфман та Олександр Грановський продали медіапроєкт «Фокус» (журнал «Фокус», «Фокус. Красива країна», сайт focus.ua) власнику Business Radio Group Анатолію Євтухову.

## ФК «Чорноморець»
З 1 січня 2022 року «Vertex United» є спонсором ФК «Чорноморець» з Одеси. 9 січня 2022 року представник компанії Володимир Генінсон брав участь у прес-конференції нового головного тренера клубу Романа Григорчука.